# César Sempere
César Sempere Padilla (La Vila Joiosa, 26 maggio 1984) è un ex rugbista a 15 e imprenditore spagnolo, in carriera agonistica attivo nel ruolo di estremo; ha rappresentato 53 volte il suo Paese tra il 2004 e il 2014.

## Biografia
Proveniente dalla comunità di Valencia, Sempere crebbe nel locale club La Vila per poi trasferirsi nel 2004 al CR El Salvador con cui debuttò anche in Challenge Cup; fu poi al Canoe Rugby Club di Madrid, città che rappresentò in Challenge Cup nelle file dell'Olympus XV.
Nel gennaio 2010 fu in Francia nel Montpellier e, alla fine della stagione, giunse sia l'ingaggio in Inghilterra per il 2010-11 da parte del Nottingham che l'invito a uno stage estivo nel Leicester Tigers, per cui scese in campo negli appuntamenti pre-stagionali.
Alla fine della stagione, dopo 22 incontri e 23 punti in seconda divisione, Sempere fu ingaggiato dal club di Premiership dei Northampton Saints, anche se fu utilizzato solamente, a livello ufficiale, in Coppa Anglo-Gallese.
Al termine dell'esperienza all'estero, nel 2012 Sempere tornò in patria al CR El Salvador.
A livello internazionale Sempere esordì per la Spagna a Madrid nel novembre 2004 in occasione di un incontro della seconda divisione del campionato europeo 2004-06, valido anche per le qualificazioni continentali alla Coppa del Mondo 2007; l'incontro di maggior rilievo cui prese parte fu quello, cui la Federazione spagnola concesse lo status di test match, contro i Barbarians a Elche nel maggio 2007, in cui la formazione a inviti britannica vinse 52-26 e Sempere realizzò una meta.

## Palmarès
- Campionati spagnoli: 1
CRC Madrid: 2008-09
- Coppe del Re : 3
El Salvador: 2004-05, 2005-06
CRC Madrid: 2008-09
- Superiberica: 1
Gatos de Madrid: 2009